# 凌河街道
凌河街道，是中华人民共和国辽宁省朝阳市双塔区下辖的一个乡镇级行政单位。

## 行政区划
凌河街道下辖以下地区：
东风社区、振兴社区、电源社区、凌河社区、朝柴社区、铁西社区和孟克村。